# Ragadia crito
Ragadia crito är en fjärilsart som beskrevs av De Nicéville 1890. Ragadia crito ingår i släktet Ragadia och familjen praktfjärilar. Inga underarter finns listade.

## Bildgalleri

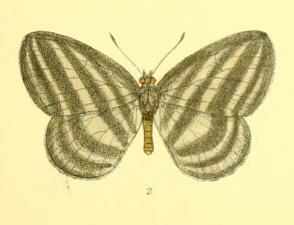
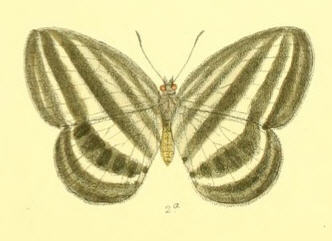
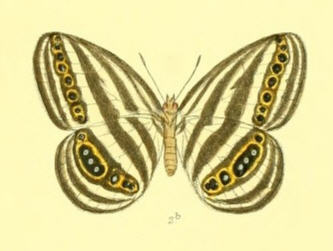